# Vil·la d'Herodes Àtic
La vil·la d'Herodes Àtic és una antiga vil·la romana situada als afores de la comunitat de Doliana a Arcàdia, Grècia. 
Va ser construïda al segle ii, a la zona on es trobava l'antiga ciutat d'Eva. Va ser descoberta per primera vegada l'any 1809 pel viatger anglès William Martin Leake i a principis del segle xx va ser identificada per l'arqueòleg i professor Konstantinos Romaios, com la mansió del famós polític i sofista Herodes Àtic.
El monestir de Loukous es troba prop de la vil·la. Astros també es troba a pocs quilòmetres.

## Galeria

Findings from the villa of Herodes Atticus
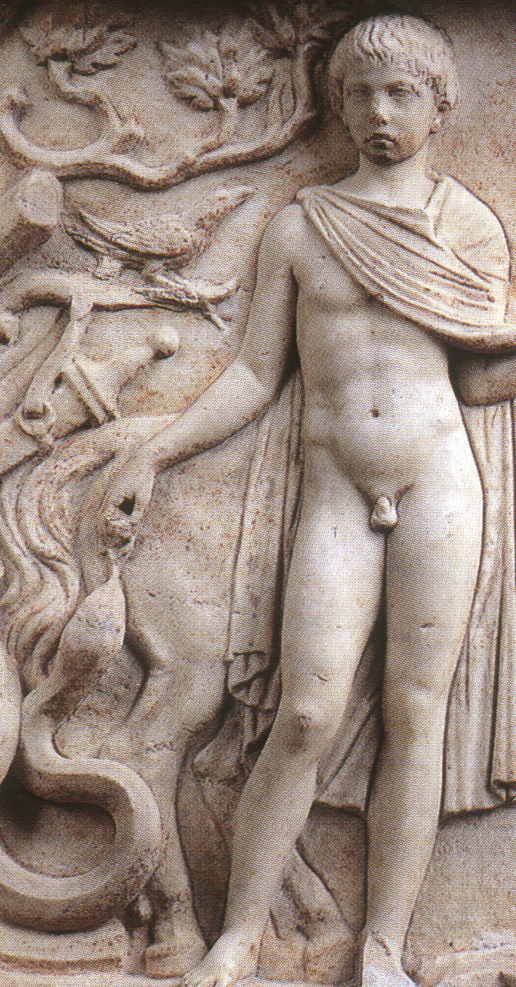
Detall d'un relleu votiu, marbre pentèlic, s. II. CE Polydeukes era l'alumne favorit i estimat del filòsof estoic i filantrop milionari Herodes Àtic.
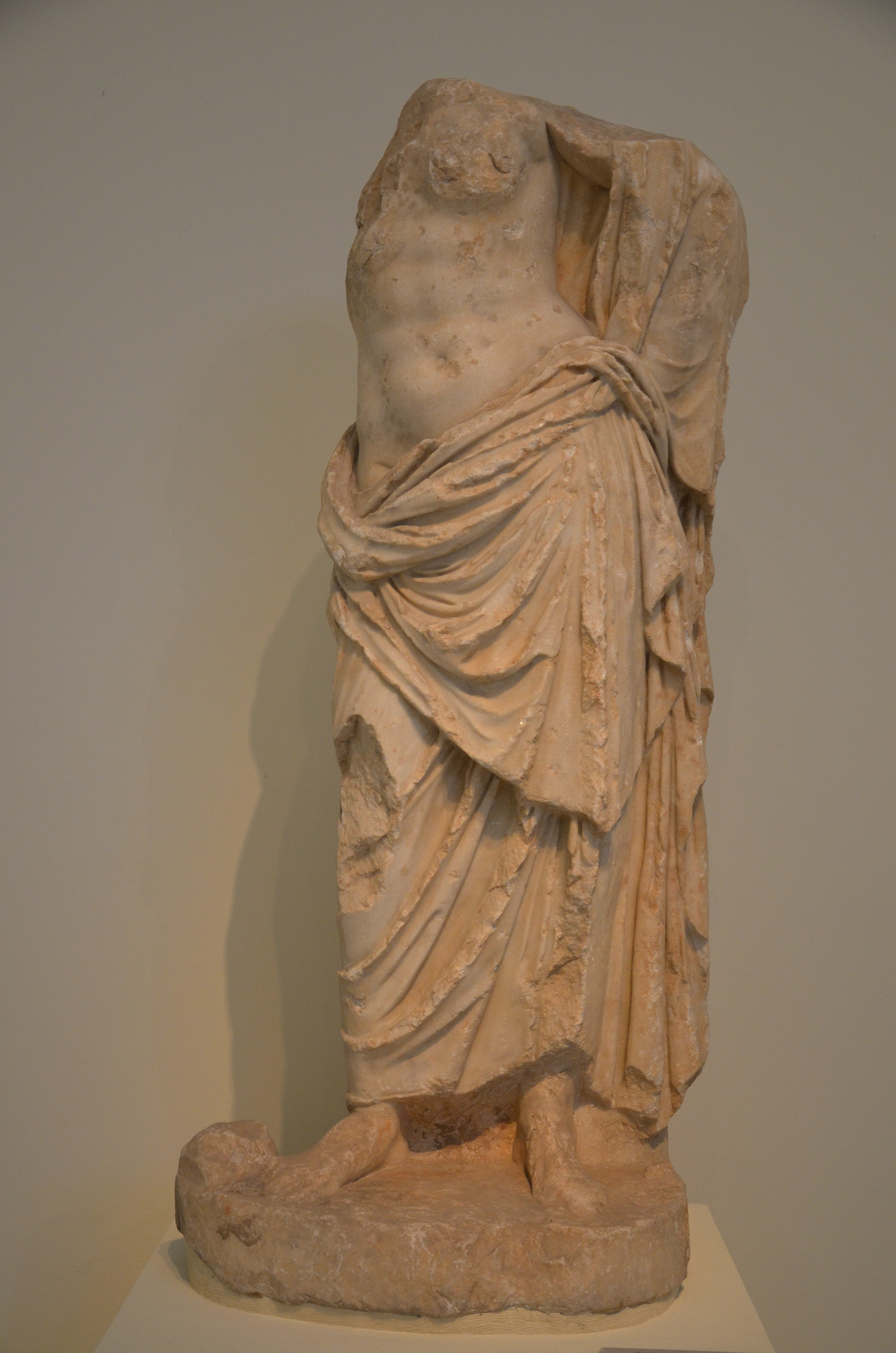
Estàtua d'una deessa, possiblement Afrodita, trobada prop del monestir de Loukou (Arcàdia), probablement de la decoració de la vil·la d'Herodes Àtic, mitjans del segle ii.
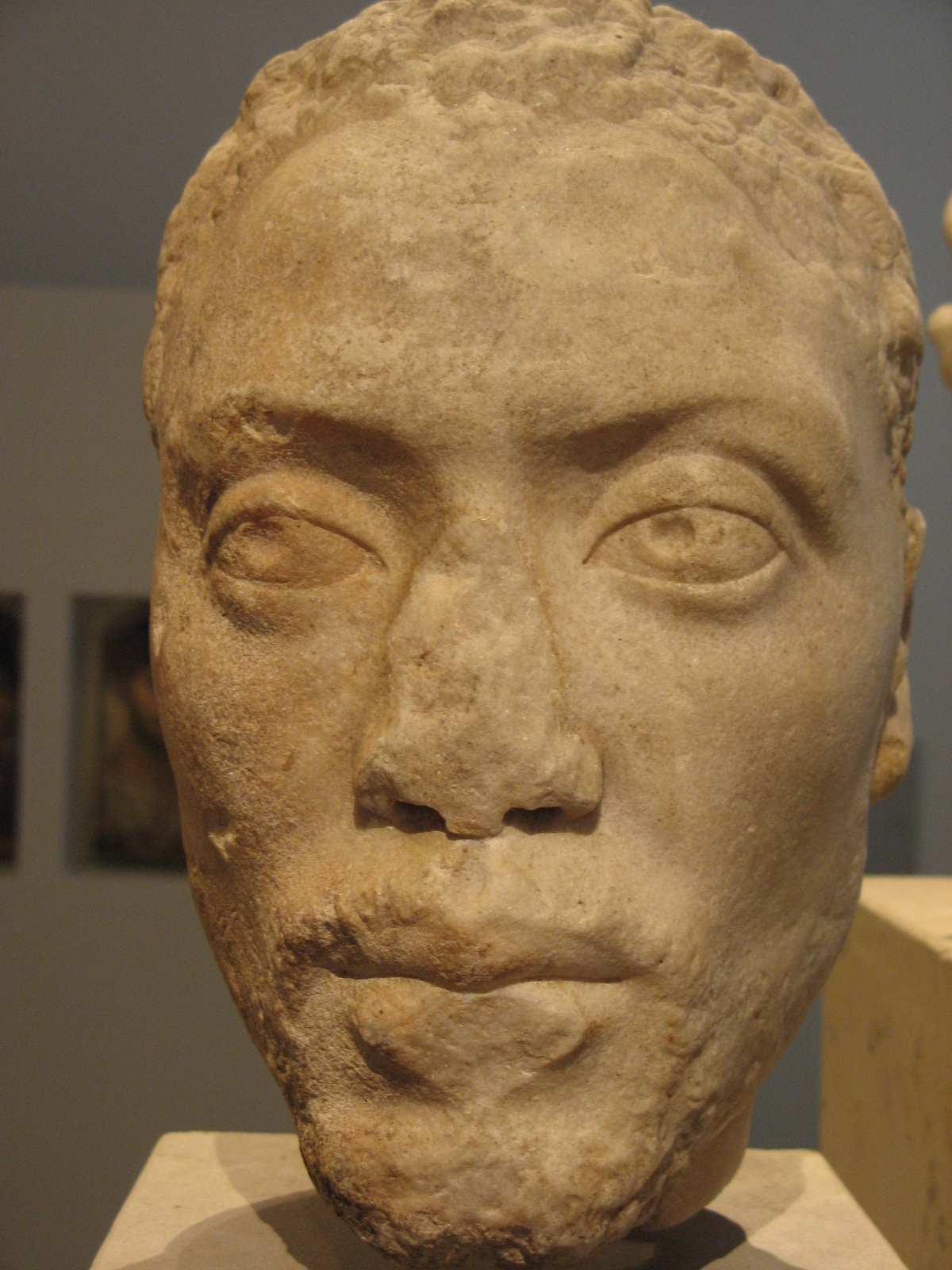
Bust romà de Memnon, fill adoptiu d'Herodes Àtic.